# Mauro Santambrogio
Mauro Santambrogio (ur. 7 października 1984 w Erba) – włoski kolarz szosowy.
Zwycięzca 14. etapu Giro d'Italia w 2013 roku. Po zakończeniu włoskiego touru, w którym Santambrogio zajął 9. miejsce UCI poinformował o pozytywnym wyniku kontroli antydopingowej pobranej po 1. etapie próbki. W jego organizmie wykryto EPO. Włoch, podobnie jak inny jego rodak zamieszany w doping Danilo Di Luca stracił miejsce w drużynie UCI Professional Continental Teams Vini Fantini-Selle Italia.

## Najważniejsze osiągnięcia
- 2005
  - 1. miejsce w Giro del Lago Maggiore
  - 3. miejsce w Giro del Mendrisiotto
  - 3. miejsce w igrzyskach śródziemnomorskich (start wspólny)
- 2009
  - 1. miejsce w Tre Valli Varesine
  - 2. miejsce w Coppa Agostini
  - 8. miejsce w Tour Down Under
- 2010
  - 2. miejsce w Coppa Agostini
  - 5. miejsce w GP Ouest-France
  - 8. miejsce w Giro di Lombardia
- 2011
  - 2. miejsce w Giro della Toscana
  - 2. miejsce w mistrzostwach Włoch (start wspólny)
- 2012
  - 4. miejsce w Giro di Lombardia
  - 6. miejsce w Clásica de San Sebastián
- 2013
  - 1. miejsce w GP Industria & Artigianato di Larciano
  - 2. miejsce w Giro del Trentino
  - 3. miejsce w Trofeo Laigueglia
  - 9. miejsce w Giro d'Italia
    - 1. miejsce na 14. etapie

## Starty w Wielkich Tourach
| Grand Tour | 2008 | 2009 | 2010 | 2011 | 2012 | 2013 |
| ---------- | ---- | ---- | ---- | ---- | ---- | ---- |
| Giro       | DSF  | -    | DSF  | -    | 86.  | 9.   |
| Tour       | -    | 132. | DSF  | -    | -    | -    |
| Vuelta     | 121. | -    | -    | 88.  | 58.  | ?    |